# Christina Watches-Kuma
Christina Watches-Kuma was een Deense wielerploeg die deelnam aan de Continental Circuits.
Het team werd in 2011 opgericht met als doel uit te groeien tot een professioneel team. De formatie werd samengesteld door Michael Rasmussen. Eind 2014 is het team opgeheven nadat de eigenaars besloten hadden een handbalteam te gaan sponsoren.

## Bekende renners
- Michael Rasmussen (2011-2013)
- Angelo Furlan (2011-2014)
- Marc Hester (2011, 2013-2014)
- Rasmus Guldhammer (2012-2014)
- Martin Pedersen (2012-2014)
- Frederik Wilmann (2012-2014)
- Stefan Schumacher (2012-2014)
- Thomas Frei (2012-2014)
- Constantino Zaballa (2013-2014)

## Samenstellingen

### 2014
| Naam                   | Geboortedatum    | Nationaliteit       | Ploeg 2013                   |
| ---------------------- | ---------------- | ------------------- | ---------------------------- |
| Asbjørn Kragh Andersen | 9 april 1992     | Denemarken          | Team Trefor                  |
| Fortunato Baliani      | 6 juli 1974      | Italië              | Team Nippo-De Rosa           |
| Jonathan Bellis        | 16 augustus 1988 | Verenigd Koninkrijk | Geen                         |
| Sebastian Forke        | 13 maart 1987    | Duitsland           | Team NSP-Ghost               |
| Marc Garby             | 2 juni 1991      | Denemarken          | Neo                          |
| Mattia Gavazzi         | 14 juni 1983     | Italië              | Androni Giocattoli-Venezuela |
| Alexander Kamp         | 14 december 1993 | Denemarken          | Team Cult Energy             |
| Jonas Poulsen          | 27 oktober 1995  | Denemarken          | Neo                          |
| Enrico Rossi           | 5 mei 1982       | Italië              | Meridiana Kamen Team         |
| Stefan Schumacher      | 21 juli 1981     | Duitsland           |                              |
| Jimmi Sørensen         | 7 november 1990  | Denemarken          |                              |
| Jake Tanner            | 6 november 1991  | Verenigd Koninkrijk | Doltcini-Flanders            |
| Stefano Usai           | 26 oktober 1982  | Italië              | Geen                         |
| Emil Wang              | 27 augustus 1995 | Denemarken          | Neo                          |
| Constantino Zaballa    | 15 mei 1978      | Spanje              |                              |

### 2013
| Naam                               | Geboortedatum     | Nationaliteit | Ploeg 2012                           |
| ---------------------------------- | ----------------- | ------------- | ------------------------------------ |
| Daniele Aldegheri                  | 5 februari 1990   | Italië        | Neo                                  |
| Sebastian Balck                    | 9 juni 1988       | Zweden        | Team Concordia Forsikring-Himmerland |
| Simon Bigum                        | 10 september 1993 | Denemarken    | Neo                                  |
| Angelo Furlan                      | 21 juni 1977      | Italië        |                                      |
| Marc Hester                        | 28 juni 1985      | Denemarken    | Geen                                 |
| Morten Høberg                      | 8 maart 1988      | Denemarken    | Team Concordia Forsikring-Himmerland |
| Jordan Kerby                       | 15 augustus 1992  | Australië     | Geen                                 |
| Mitchell Lovelock-Fay              | 12 januari 1992   | Australië     | Geen                                 |
| Francisco Pacheco (vanaf 1 juni)   | 27 maart 1982     | Spanje        | Geen                                 |
| Martin Pedersen                    | 15 april 1983     | Denemarken    |                                      |
| Michael Rasmussen (tot 31 januari) | 1 juni 1974       | Denemarken    |                                      |
| Stefan Schumacher                  | 21 juli 1981      | Duitsland     |                                      |
| Jimmi Sørensen                     | 7 november 1990   | Denemarken    |                                      |
| Frederik Wilmann                   | 17 juli 1985      | Noorwegen     |                                      |
| Constantino Zaballa                | 15 mei 1978       | Spanje        | Geen                                 |